# Predrag Bojić (cestista)
Predrag Bojić (in serbo Предраг Бојић?; Srebrenica, 28 giugno 1959) è un ex cestista e dirigente sportivo jugoslavo.

## Biografia
Dal 2007 al 2009 è stato segretario generale della Federazione cestistica della Serbia sotto la presidenza di Dragan Kapičić.

## Palmarès
- YUBA liga: 1

Partizan Belgrado: 1978-79
- Coppa di Jugoslavia: 1

Partizan Belgrado: 1979
- Coppa Korać: 2

Partizan Belgrado: 1977-78, 1978-79